# ドリア

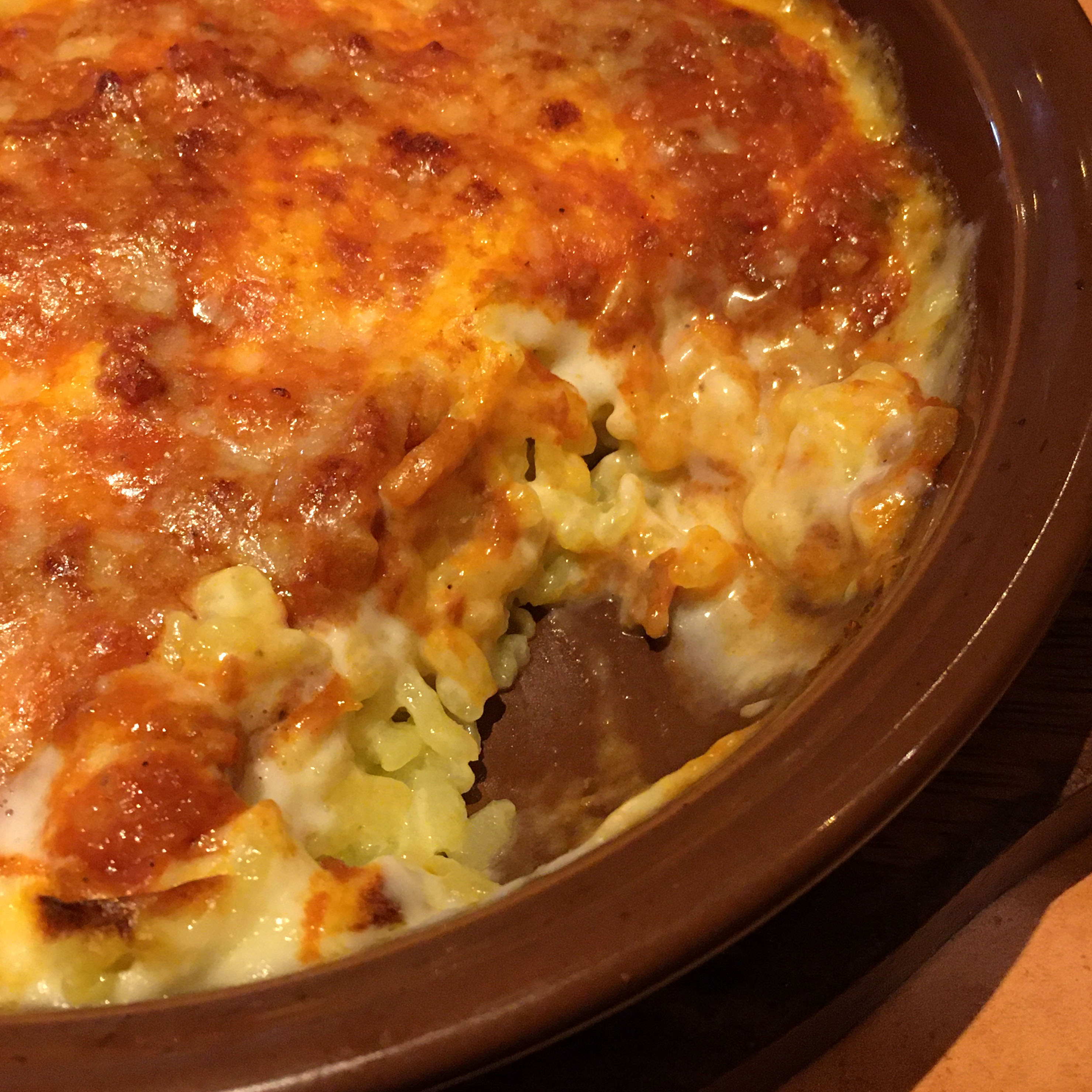
ドリアの皿を下まですくったところ（サイゼリヤで提供されるミラノ風ドリア）。

ドリア（Doria）は、ピラフなど米飯の上にベシャメルソース（クリームソース）をかけてオーブンで焼いた料理で、洋食のひとつ。

## 概要
現在知れ渡っているドリアの原型は、1930年（昭和5年）頃横浜ホテルニューグランドの初代総料理長であったサリー・ワイルが、体調を崩した欧州の銀行家のために即興で提供した料理であると考えられている。その時提供されたものは、バターライスに芝エビのクリーム煮とベシャメルソース（ホワイトソース）をかけ、オーブンで焼き上げたものである。
好評だったこの料理は、「"Shrimp Doria"（海老と御飯の混合）」として、ア・ラ・カルトのレギュラーメニューとなり、ニューグランドの名物料理の一つとなり（ワイルのオリジナル・ドリアは、今でもニューグランドで提供されている）、それが弟子達によって他のホテルや街場のレストランでも提供されて広まり、今では日本全国の洋食の定番料理となっている。
戦前のニューグランドでは、それ以外にも蟹を使ったドリアなど、いくつかのバリエーションが存在していた。
上にチーズをのせる発想はワイル以降の後継者の改良によって得られたもの、という説もあるが、当時のフランス料理にはリゾットの上に魚介のクリームソースとチーズをかけてグラタンにする、という料理も存在している（下記参照）。
一般的な調理法としては、バターを塗った耐熱容器にバターライスまたはピラフを盛り、ベシャメルソースで覆い、その上から削ったパルメザンチーズをふりかけ、表面に焦げ色がつくまでオーブンで焼く。
エビやイカをいれたものはシーフードドリア、鶏肉をいれたものはチキンドリア、カレーを使ったものはカレードリアと呼ばれるなど、具材やソースによって様々な呼ばれ方をされるが、ライスグラタンと呼ばれることもある。
イタリアンファミリーレストランチェーンのサイゼリヤでは、ターメリックライスを用い、クリームソースとミートソースで仕上げたドリアを「ミラノ風ドリア」と呼称している。もちろんミラノに「ミラノ風ドリア（Doria alla Milanese）」は存在しない。そしてそもそも、イタリアにはドリアは存在せず、ナポリタン同様、日本のみのメニューであり、リゾットとは違うものである。

## 料理名の由来
ライスグラタンとしてのドリアはサリー・ワイルの創作料理である。フランスにもイタリアにもワイルの出身国スイスにも存在しない。日本で生まれた料理で、「ドリア」という料理名は、ジェノヴァの名門貴族「ドーリア家」の、特に16世紀に活躍した海軍提督の「アンドレア・ドーリア」に由来する和製外来語である。そのため、かつてニューグランドでワイルの補佐をしていたコックの荒田勇作が1964年に出版した『荒田西洋料理』という料理書には、ドリアを「海将風」と記載している。

## ドリアの原型となったフランス料理
ジョルジュ・オーギュスト・エスコフィエ著「Le Guide Culinaire（料理の手引き）」（1903年）や、ルイ・ソルニエ著「Le repertoire de la cuisine（フランス料理総覧）」（1914年）にも掲載されている「Homard Tourville（オマール海老のトゥールヴィル風）」という、古典フランス料理が存在する。
タンバル皿（グラタン皿）にリゾットを敷き、手鍋でマッシュルームをバターでソテーし、薄切りにしたオマール海老、牡蠣、ムール貝、トリュフを合わせ、クリームソースで和えてリゾットの上に乗せ、そして全体にモルネーソースをかけ、チーズをふってオーブンで焼く。
「トゥールヴィル」とは、17世紀に活躍した有名なフランス海軍提督トゥールヴィル伯アンヌ・イラリオン・ド・コタンタン（1642年～1701年）のことで、「海将風」は本当はこれに由来するともされる。